# Winter-Universiade 2013/Teilnehmer (Australien)
| Gelbes Symbol für Goldmedaillen mit stilisierten Olympischen Ringen | Graues Symbol für Silbermedaillen mit stilisierten Olympischen Ringen | Braundes Symbol für Bronzemedaillen mit stilisierten Olympischen Ringen |
| ------------------------------------------------------------------- | --------------------------------------------------------------------- | ----------------------------------------------------------------------- |
| —                                                                   | —                                                                     | 1                                                                       |

Australien nahm an der Winter-Universiade 2013 im Trentino mit  21 Sportlern in sieben Sportarten teil.

## Teilnehmer nach Sportarten

### Biathlon
Frauen
- Lucy Glanville
7,5 km Sprint: Platz 33, 27:46.0
10 km Verfolgung: Platz 33, 44:06.7
12,5 km Massenstart: DNF
15 km Einzel: Platz 24, 54:25.0

Männer
- Alexei Almoukov
10 km Sprint: Platz 7, 25:57.2
12,5 km Verfolgung: Bronze, 31:10.7 
15 km Massenstart: Platz 15, 40:56.6
20 km Einzel: Platz 10, 55:08.7
- Hamish McLean
10 km Sprint: Platz 67, 38:15.4
20 km Einzel: Platz 60, 1h17:26.9
- Daniel Walker
10 km Sprint: Platz 52, 30:17.7
12,5 km Verfolgung: Überrundet
20 km Einzel: Platz 45, 1h02:31.1

### Eiskunstlauf
| Athleten     | Kurzprogramm | Kurzprogramm | Kür                | Kür                | Punkte             | Rang |
| Athleten     | Punkte       | Rang         | Punkte             | Rang               | Punkte             | Rang |
| ------------ | ------------ | ------------ | ------------------ | ------------------ | ------------------ | ---- |
| Männer       |              |              |                    |                    |                    |      |
| Andrew Dodds | 52,50        | 21.          | 77,67              | 24.                | 130,17             | 24.  |
| Jordan Dodds | 41,41        | 31.          | nicht qualifiziert | nicht qualifiziert | nicht qualifiziert | 31.  |
| Mark Webster | 47,66        | 27.          | nicht qualifiziert | nicht qualifiziert | nicht qualifiziert | 27.  |

### Freestyle-Skiing
| Frauen - Toni Hodkinson Skicross: 5. Platz |

### Shorttrack
| Männer - Nathanial Keith Henry 500 m: in den Heats als 4. ausgeschieden, Platz 24 1000 m: im Vorlauf als 3. ausgeschieden, Platz 27 1500 m: in den Heats als 4. ausgeschieden, Platz 27 |

### Ski Alpin
Frauen
- Toni Hodkinson
Riesenslalom: 49. Platz, 2:10.80
Slalom: DNF

Männer
- Tom Lewis 
Super-G: 56. Platz, 1:31.92
Riesenslalom: DNS
Slalom: 43. Platz, 1:52.39
- James Morrison 
Super-G: DNF
Riesenslalom: 54. Platz, 1:56.26
Slalom: DNF

### Skilanglauf
| Frauen - Ellie Phillips Sprint klassisch: im Prolog ausgeschieden, 68. Platz 5 km Freistil: 78. Platz, 16:20.2 10 km Doppelverfolgung: 66. Platz, 36:26.9 3 × 5 km Staffel: 14. Platz, 50:00.7 - Ashleigh Spittle Sprint klassisch: im Prolog ausgeschieden, 67. Platz Mixed-Teamsprint (Freistil): im Halbfinale ausgeschieden, 37. Platz 5 km Freistil: 77. Platz, 16:09.5 10 km Doppelverfolgung: 65. Platz, 36:13.4 3 × 5 km Staffel: 14. Platz, 50:00.7 - Casey Wright Sprint klassisch: im Prolog ausgeschieden, 58. Platz Mixed-Teamsprint (Freistil): im Halbfinale ausgeschieden, 30. Platz 5 km Freistil: 59. Platz, 14:57.3 10 km Doppelverfolgung: 54. Platz, 33:34.8 3 × 5 km Staffel: 14. Platz, 50:00.7 | Männer - Phillip Bellingham 10 km Freistil: 42. Platz, 25:37.4 30 km Massenstart: 23. Platz, 1h27:43.4 4 × 10 km Staffel: 15. Platz, 1h51:56.6 - Jackson Bursill Sprint klassisch: im Prolog ausgeschieden, 86. Platz Mixed-Teamsprint (Freistil): im Halbfinale ausgeschieden, 37. Platz 10 km Freistil: 95. Platz, 27:54.9 15 km Doppelverfolgung: 76. Platz, 46:20.8 - Paul Kovacs 10 km Freistil: 73. Platz, 26:31.0 30 km Massenstart: 56. Platz, 1h36:03.9 4 × 10 km Staffel: 15. Platz, 1h51:56.6 - Nick Montgomery Sprint klassisch: im Prolog ausgeschieden, 83. Platz Mixed-Teamsprint (Freistil): im Halbfinale ausgeschieden, 30. Platz 10 km Freistil: 93. Platz, 27:38.7 15 km Doppelverfolgung: 74. Platz, 45:54.3 4 × 10 km Staffel: 15. Platz, 1h51:56.6 - Callum Watson 10 km Freistil: 48. Platz, 25:42.4 30 km Massenstart: DNF 4 × 10 km Staffel: 15. Platz, 1h51:56.6 |

### Snowboard
| Frauen - Chrisy Richardson Parallel-Riesenslalom: in der Qualifikation ausgeschieden, 22. Platz - Amanda Taylor Snowboardcross: im Viertelfinale ausgeschieden, 11. Platz |